# Zdrzychów
Zdrzychów [pronunciación en polaco: /ˈzdʐɨxuf/] es un pueblo ubicado en el distrito administrativo de Gmina Dalików, dentro del condado de Poddębice, voivodato de Łódź, en el centro de Polonia. Se encuentra aproximadamente a 4 kilómetros al sur de Dalików, a 11 kilómetros al sureste de Poddębice, y a 27 kilómetros al oeste de la capital regional,  Łódź. 